# Leon Rotman

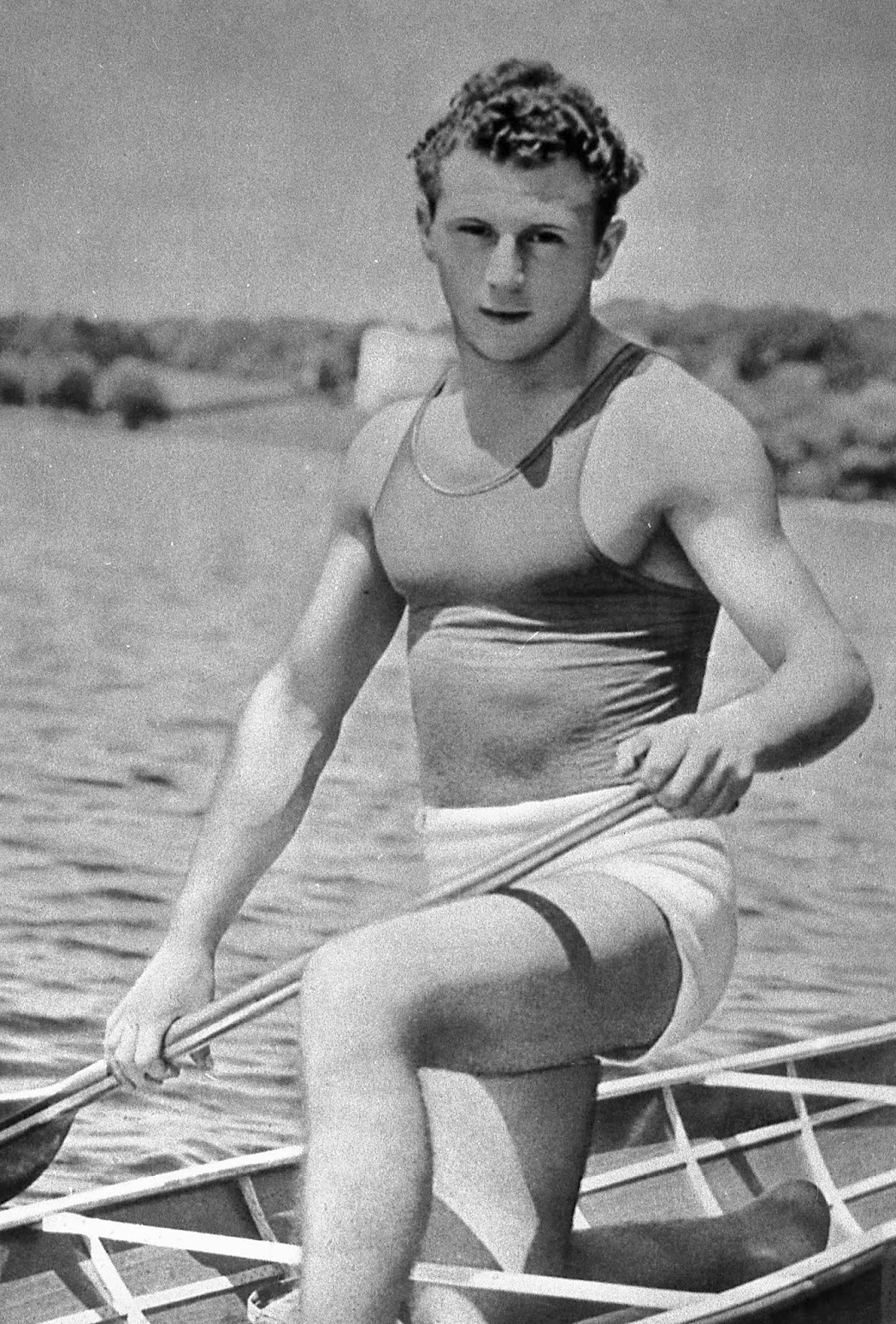
Leon Rotman 1956

Leon Rotman (* 22. Juli 1934 in Bukarest) ist ein ehemaliger rumänischer Kanute.
Bei den Olympischen Sommerspielen 1956 in Melbourne gewann er Gold im Einer-Canadier über 1000 Meter und nochmals im Einer-Canadier über 10.000 Meter. Vier Jahre später bei den Olympischen Sommerspielen 1960 belegte er in Rom den dritten Platz im Einer-Canadier über 1000 Meter.